# Centaurea podospermifolia
Centaurea podospermifolia — вид квіткових рослин родини айстрових (Asteraceae). Ендемік пн.-сх. Іспанії.

## Середовище
Населяє кам'янисті місцевості.

## Морфологічна характеристика
Це напівкущик 5–10 см заввишки, безстебловий. Листки неправильно перисто-розсічені, сегменти віддалені, ланцетоподібні, цілісні, зверху майже голі, зелені, знизу сіро павутинні. Квіткові голови поодинокі. Квіточки лимонно-жовті. Період цвітіння: літо.